# Keanu Reeves
Keanu Charles Reeves (* 2. září 1964 Bejrút, Libanon) je kanadský herec a rockový baskytarista. Nejvýrazněji se proslavil na přelomu milénia v hlavní roli postavy Neo v kultovní trilogii Matrix a následně komerčně úspěšné filmové sérií John Wick.

## Život

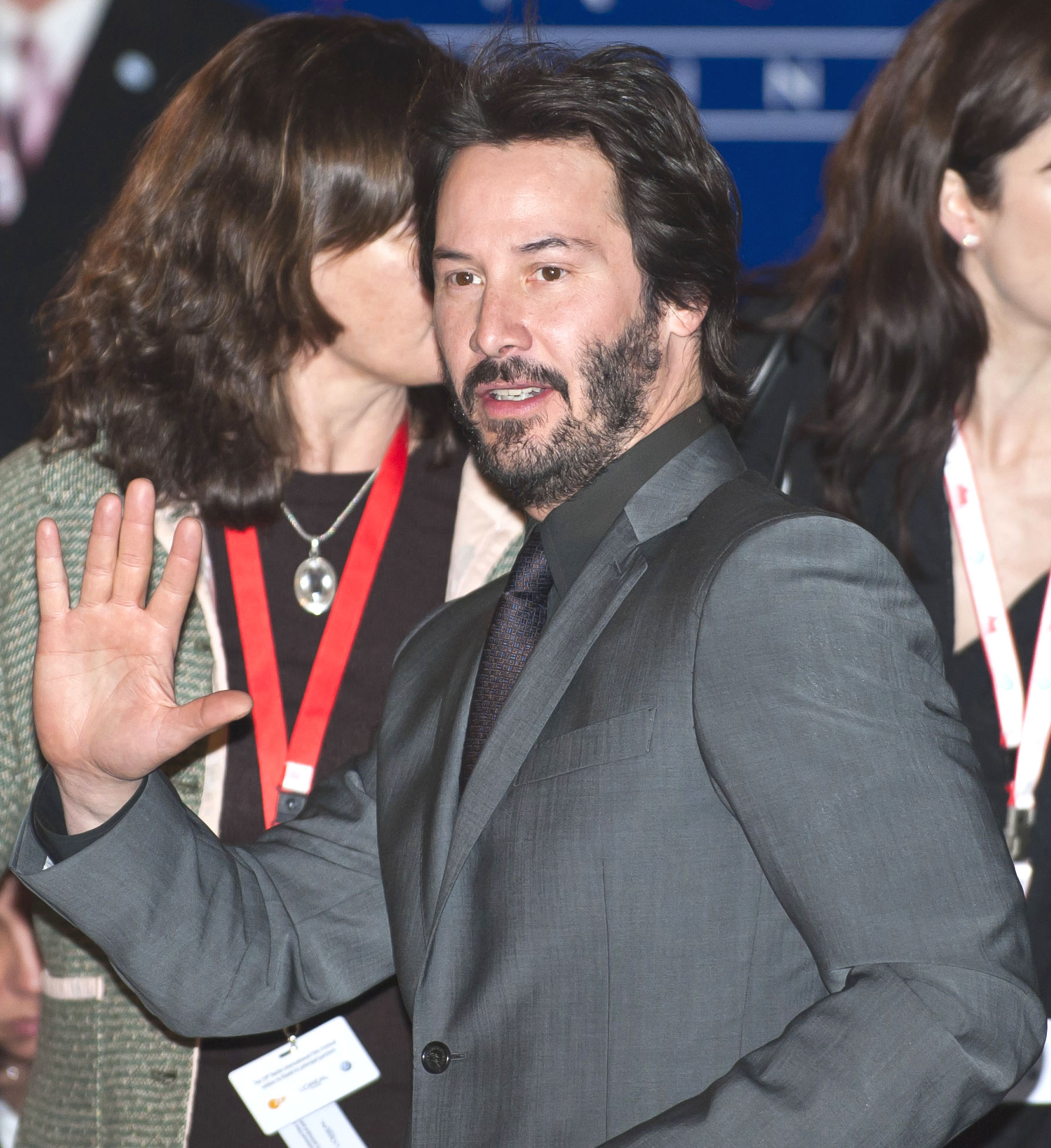
Reeves v únoru 2009 na filmovém festivalu v Berlíně

Ačkoli se narodil v Libanonu, vyrůstal v kanadském Torontu. Jeho rodiče se potkali v 60. letech při svých zahraničních cestách na pláži v Bejrútu. Jeho matka Patricia byla z Anglie (vyrůstala v Hampshiru), jeho otec Samuel byl čínsko-havajského původu. Krátce po narození syna je otec opustil a rodina se přestěhovala do Austrálie.
Nedlouho poté vzala matka rodinu do New Yorku a nakonec se usadili v kanadském Torontu, kde pracovala jako kostýmní návrhářka. Reevesovi bylo v té době 7 let. Reevesovým nevlastním otcem se později stal Paul Aaron, který byl režisér a umožnil tak mladému Reevesovi nahlédnout do filmového průmyslu. Jeho matka se však s Paulem po roce rozvedla, rodina se tak často stěhovala a jeho matka se ještě několikrát provdala. Reeves má dvě mladší sestry - Kim a Karinu.
Reevesův život je poznamenán hned několika životními tragédiemi. Jeho nejlepší přítel herec River Phoenix zemřel na předávkování drogami v roce 1993. S otcem, který rodinu záhy opustil, v zásadě nenavázal kontakt. Jeho otec byl zatčen s velkým množstvím kokainu a heroinu a strávil dva roky ve vězení, zemřel v roce 2018. V roce 1998 se Reeves potkal s budoucí přítelkyní Jennifer Syme na promo akci jeho kapely. Spolu očekávali dceru jménem Ava, která se ale narodila mrtvá. Později se Syme v roce 2001 zabila při autonehodě, když řídila opilá domů z párty organizované Marilynem Mansonem a narazila ve 130kilometrové rychlosti do tří zaparkovaných aut. Při natáčení Matrix Reloaded obdržel Reeves zprávu, že jeho sestra Kim trpí leukémií. Na čas s ní proto i pobýval v jejím bytě v Los Angeles.
Reeves miluje jízdu na motocyklu a nevyhnul se ani dvěma velkým nehodám, ze kterých si odnesl výrazné jizvy. Kromě pravidelného kouření vyzkoušel během života různé drogy, spojuje je ale se spíše spirituálními zážitky.
Od roku 2019 je ve vztahu se svou dlouholetou blízkou přítelkyní Alexandrou Grant. Společně založili v roce 2017 knižní vydavatelství X Artists' Books a Grant ilustrovala i Reevesovy knihy Ode to Happiness a Shadows.
Mezi hereckými kolegy, novináři a dalšími spolupracovníky je známý svým pro slavné herce méně obvyklým charakterem jako klidný navenek, tichý, rozmýšlivý, pracovitý a velice disciplinovaný, schopný intenzivní sebekritiky. Je znám pro své intelektuální záliby, četbu odborných knih i básní a pozitivní vztah k hudbě.
Bez ohledu na své jmění si podle svých slov koupil první dům až ve svých 40 letech, přespává nejčastěji po hotelích nebo nájmech. Pravidelně část svých příjmů odvádí na různé charity (včetně podpory boje s rakovinou), podporuje svou rodinu a je také známý rozdáváním dárků svým hůře placeným spolupracovníkům (např. kaskadérům). Sám se ohledně vztahu k penězům vyjádřil takto: "Řekl bych, že nespojuju potěšení s penězi."

## Kariéra
Reeves se zapsal na uměleckou školu v Torontu, kterou ale studoval pouze rok. Začal budovat vlastní kariéru (hrál v divadle a reklamách) a ve svých dvaceti letech opustil Toronto a odjel do Hollywoodu, kde se mu brzo podařilo získat několik menších rolí jako ve filmu Nebezpečné známosti (1988). Kritiky zaujal svou rolí ve filmu Na břehu řeky (1986). Už od roku 1994 však dostával významnější nabídky; nejvíce ho v té době proslavily filmy Nebezpečná rychlost (1994) a Matrix (1999). Jen za druhý film série Matrix si vydělal v té době zhruba 15 milionů dolarů.
V roce 2014 vyšel první snímek ze série John Wick, na kterém spolupracoval i s kaskadéry z filmů Matrix. Další díly později následovaly. V prosinci roku 2021 vyšel zatím poslední snímek ze série Matrix s podtitulem Resurrections.
Kromě své práce ve filmu se Reeves věnoval i hudbě. V roce 1991 založil kapelu Dogstar, kterou kromě něj tvořili Robert Mailhouse, Gregg Miller a Bret Domrose. Kapela začala svou kariéru v garáži, ale díky Reevesově herecké slávě se dočkala i větší pozornosti a v roce 1995 cestovali s vlastním turné po USA a Asii. V roce 1995 si zahráli jako předskokani na koncertě Davida Bowieho v Hollywood Palladium. Kapela nahrála dvě alba a jedno EP, rozpadla se v roce 2002. V červenci 2022 se na instagramovém účtu Dogstar objevilo prohlášení "Jsme zpět". Kapela oznámila vydání nového alba s názvem Somewhere Between the Power Lines and Palm Trees.

## Filmografie
Výraznou pozornost mu přinesl oscarový thriller Nebezpečná rychlost (1994). Nejvíce ho ale proslavila původní trilogie filmů Matrix: Matrix (1999), Matrix Reloaded a Matrix Revolutions. Na tu navázal v roce 2021 Matrix Resurrections.
| Rok  | Film                               | Role                         | Poznámky                 |
| ---- | ---------------------------------- | ---------------------------- | ------------------------ |
| 1986 | Babes in Toyland                   | Jack                         |                          |
| 1986 | Na břehu řeky                      | Matt                         |                          |
| 1986 | Youngblood                         | Heaver                       |                          |
| 1986 | Let                                | Tommy                        |                          |
| 1988 | Píseň pro Davida                   | Chris Townsend               |                          |
| 1988 | Princ z Pensylvánie                | Rupert Marshetta             |                          |
| 1988 | Noc předtím                        | Winston Connelly             |                          |
| 1988 | Nebezpečné známosti                | Le Chevalier Raphael Danceny |                          |
| 1989 | Skvělé dobrodružství Billa a Teda  | Ted Logan                    |                          |
| 1989 | Rodičovství                        | Tod Higgins                  |                          |
| 1990 | Miluji tě k smrti                  | Marlon James                 |                          |
| 1990 | Julie a její milenci               | Martin Loader                |                          |
| 1991 | Bod zlomu                          | agent John Utah              |                          |
| 1991 | Neskutečná cesta Billa a Teda      | Ted Logan                    |                          |
| 1991 | Mé soukromé Idaho                  | Scott Favor                  |                          |
| 1992 | Drákula                            | Jonathan Harker              |                          |
| 1993 | Mnoho povyku pro nic               | Don John                     |                          |
| 1993 | Malý Buddha                        | Princ Siddhartha/Lord Buddha |                          |
| 1994 | I na kovbojky občas padne smutek   | Julian Gitche                |                          |
| 1994 | Nebezpečná rychlost                | Jack Traven                  |                          |
| 1995 | Johnny Mnemonic                    | Johnny                       |                          |
| 1995 | Procházka v oblacích               | Paul Sutton                  |                          |
| 1996 | Řetězová reakce                    | Eddie Kasalivich             |                          |
| 1996 | Líbánky bez ženicha                | Jjaks Clayton                |                          |
| 1997 | The Last Time I Committed Suicide  | Harry                        |                          |
| 1997 | Ďáblův advokát                     | Kevin Lomax                  |                          |
| 1999 | Matrix                             | Thomas Anderson/Neo          |                          |
| 2000 | Náhradníci                         | Shane Falco                  |                          |
| 2000 | Sleduje tě vrah!                   | David Allen Griffin          |                          |
| 2000 | Téměř dokonalý zločin              | Donnie Barksdale             |                          |
| 2001 | Listopadová romance                | Nelson Moss                  |                          |
| 2001 | Hardball                           | Conor O'Neill                |                          |
| 2003 | Matrix Reloaded                    | Thomas Anderson/Neo          |                          |
| 2003 | Animatrix                          | Thomas Anderson/Neo (hlas)   |                          |
| 2003 | Matrix Revolutions                 | Thomas Anderson/Neo          |                          |
| 2003 | Lepší pozdě nežli později          | Dr. Julian Mercer            |                          |
| 2005 | Constantine                        | John Constantine             |                          |
| 2005 | Cucák                              | Perry Lyman                  |                          |
| 2005 | Ellie Parker                       | sám sebe                     |                          |
| 2006 | Dům u jezera                       | Alex Wyler                   |                          |
| 2006 | The Great Warmings                 | vypravěč                     | dokument                 |
| 2006 | Temný obraz                        | Bob Arctor                   |                          |
| 2008 | Street Kings                       | Detektiv Tom Ludlow          |                          |
| 2008 | Den, kdy se zastavila Země         | Klaatu                       |                          |
| 2009 | Soukromé životy Pippy Lee          | Chris Nadeau                 |                          |
| 2010 | Příležitost dělá zloděje           | Henry                        | také producent           |
| 2012 | Ztracená generace                  | John                         |                          |
| 2012 | Side by Side                       | Sám sebe                     | dokument, také producent |
| 2013 | Muž taiči                          | Donaka Mark                  | také režisér             |
| 2013 | 47 Róninů                          | Kai                          |                          |
| 2014 | John Wick                          | John Wick                    |                          |
| 2015 | Nebezpečné pokušení                | Evan Webber                  |                          |
| 2015 | Deep Web                           | vypravěč                     | dokument                 |
| 2016 | Krvavé zjevení                     | detektiv Scott Galban        | také producent           |
| 2016 | Keanu – Kočičí gangsterka          | Keanu (hlas)                 |                          |
| 2016 | Neon Demon                         | Hank                         |                          |
| 2016 | The Bad Batch                      | Sen                          |                          |
| 2016 | Nic než pravda                     | Richard Ramsay               |                          |
| 2016 | Mifune: The Last Samurai           | vypravěč                     | dokument                 |
| 2017 | John Wick 2                        | John Wick                    |                          |
| 2017 | Událost velkolepých rozměrů        | Bob                          |                          |
| 2017 | To the Bone                        | Dr. William Beckham          |                          |
| 2017 | SPF-18                             | Sám sebe                     |                          |
| 2018 | Siberia                            | Lucas Hill                   |                          |
| 2018 | Dokonalé repliky                   | Will Foster                  |                          |
| 2018 | Ten pravý, ta pravá?               | Frank                        |                          |
| 2019 | John Wick 3                        | John Wick                    |                          |
| 2019 | Toy Story 4: Příběh hraček         | Duke Caboom (hlas)           |                          |
| 2019 | Vždycky budeš moje možná           | Sám sebe                     |                          |
| 2020 | Pořádné pecky Billa a Teda         | Ted Logan                    |                          |
| 2020 | SpongeBob ve filmu: Houba na útěku | Sage (hlas)                  |                          |
| 2021 | Matrix Resurrections               | Neo / Thomas Anderson        |                          |
| 2022 | DC Liga supermazlíčků              | Bruce Wayne / Batman         |                          |
| 2023 | John Wick: Kapitola 4              | John Wick                    |                          |
| 2024 | Ježek Sonic 3                      | Ježek Shadow (hlas)          |                          |
| 2025 | Balerína                           | John Wick                    |                          |

Objevil se v traileru na hru Cyberpunk 2077, zároveň vystoupil na konferenci E3 a oznámil datum vydání. Díky tomu byl v nadsázce označen za „nejnovějšího kamaráda internetu“.